# Gubancos élet
A Gubancos élet (eredeti címe: Maze) 2000-ben bemutatott amerikai romantikus filmdráma, amelyet Rob Morrow rendezett. A forgatókönyvet Morrow és Nicole Burdette készítette. A produkció főbb szerepeiben Morrow, Laura Linney és Craig Sheffer. 2000. október 10-én mutatták be az AFI Festen az Egyesült Államokban, majd 2001-ben szűk közönség előtt futott a mozikban. A pontos magyar bemutató dátumáról nincs információ.

## Történet
Lyle Maze, festő és szobrász, és Mike, aki orvos, legjobb barátok. Lyle Tourette-szindrómás és kényszerbeteg. Mikor Mike  hosszabb időre Afrikába utazik, Lyle szerelembe esik Mike terhes barátnőjével, Callie-vel.

## Szereplők
| Szerep      | Színész        | Magyar hangja |
| ----------- | -------------- | ------------- |
| Lyle Maze   | Rob Morrow     |               |
| Callie      | Laura Linney   |               |
| Mike        | Craig Sheffer  |               |
| Helen       | Rose Gregorio  |               |
| Lyle apja   | Robert Hogan   |               |
| Julianne    | Gia Carides    |               |
| Lydia       | Betsy Aidem    |               |
| fiatal Lyle | Matthew Leone  |               |
| Lenna       | Sheila Zane    |               |
| Drunk       | Lanny Flaherty |               |
| bárpultos   | Wally Dunn     |               |
| Dr. Mikao   | Ken Leung      |               |

## Fogadtatás

### Kritikai visszhang
A filmet negatívan fogadta a kritika. A Rotten Tomatoeson 39%-os minősítést ért el 23 értékelés alapján. John Leopard a New York Magazintól azt írta: „A remek alakítások szinte kiváltják ezt a szentimentális löttyöt.” Elvis Mitchell a New York Timestól azt írta: „Egy hiúsági projekt, amely megfürdik a szomorúságban.” Jan Stuart a Newsdaytől azt írta: „Érzékenységéért és intelligenciájáért pontokat kap, de művészeti alkotásként elmarad a céltól.”
A Metacritic 48 pontot adott a százból 16 vélemény alapján. Roger Ebert szerint: „Több olyan idióta cselekmény pillanata is van, amikor egy egyszerű párbeszédsor csodákra lenne képes, de sosem hangzik el. És mégis van a filmben egy olyan kedvesség és törődés, ami megható.” Lou Lumenick a New York Posttól azt írta: „Morrow kevésbé jár jól a forgatókönyvvel, amelynek producere és közreműködője is volt.” Hasonlóan gondolkodott Robert Koehler a Varietytől, aki úgy vélte: „Morrow éles figyelmet mutat a fizikai részletekre, de a kamera mögött és előtt is a főszereplés úgy tűnik, hogy itt hiba volt.”

### Bevételi adatok
A Box Office Mojo szerint a film 26 ezer dolláros bevételt ért el, a költségvetésről nincs adat.